# Heinrich August Kerndörffer
Heinrich August Kerndörffer (* 16. Dezember 1769 in Leipzig; † 23. September 1846 in Reudnitz bei Leipzig) war ein deutscher Autor und Privatgelehrter.

## Leben
Kerndörffer studierte Philosophie in Leipzig und arbeitete danach, ab dem Sommersemester 1818, als Dozent an der Universität und als Privatgelehrter sowie als Lehrer an der Nikolaischule. Ab 1805 war er Mitglied der Freimaurerloge Apollo in Leipzig.
Kerndörffer war seinerzeit bekannt und erfolgreich als Autor vieler Trivialromane verschiedener Genres und von Kinderbüchern; weiterhin war er Verfasser von Zauberbüchern und von Schriften zur Deklamation (Redekunst), Freimaurerei und Pädagogik. In der Literaturwissenschaft ist er dafür bekannt, dass er als Deklamationslehrer Heinrich von Kleist unterrichtete.
Für die Quantitative Linguistik ist Kerndörffer von Interesse, weil er offensichtlich als einer der ersten Statistiken zur Häufigkeit von Buchstaben im Deutschen erstellt hat. Allerdings sind die Statistiken nicht im Detail überliefert, sondern nur in groben Zügen.

## Werke
- Der Kleine Taschenspieler und Magier, Verlag: Freise, Carl August, 1985, Faksimile, 11,9 × 14,9 cm, 274 Seiten
- Carlo Bosco's Zauberkabinet, Verlag: Ernst, 1840, 2. Auflage, 17,2 × 10,8 cm,  220 Seiten
- Der Hof von Askaia, oder die Geschichte eines vernünftigen Narren. Müller, Leipzig 1796. (Digitalisat)
- Musterstücke für Declamation. Leipzig, Steinacker und Wagner, 1822.
- Carlo Cosani (= Heinrich August Kerndörffer): Comus oder neue Belustigungen in dem Gebiete der natürlichen Magie und Taschenspielerkunst. In: Magazin für Industrie und Literatur. Leipzig 1828–1830
- Heinrich August Kerndörffer: Leicht faßliche Anleitung zur Kryptographie oder den verschiedenen Arten der geheimen Schreibekunst, in Verbindung mit der Stenographie und Tachygraphie oder Geschwindschreibekunst und ihrer Anwendung für die mannichfaltigen Verhältnisse und Angelegenheiten des Staatslebens neuerer Zeit. Verlag von L. Fort, Leipzig 1835.

Die beiden angeführten Werke fehlen in dem ansonsten ausführlichen Werkverzeichnis von
- Heinz Rupp & Ludwig Lang [Hrsg.]: Deutsches Literatur-Lexikon. Biographisch-bibliographisches Handbuch, begründet von Wilhelm Kosch. Dritte, völlig neu bearbeitete Auflage. Achter Band. Francke, Bern/München 1981.